# Hachem
Hachem (em árabe: الهاشم) é uma cidade e comuna localizada na província de Mascara, Argélia. Segundo o censo de 2008, a população total da cidade era de 23 716 habitantes.